# لقاح موديرنا
لقاح موديرنا (بالإنجليزية: Moderna vaccine)‏ ويرمز إليه باسم: mRNA-1273، هو لقاح ضد مرض فيروس كورونا، تعمل شركة موديرنا الأمريكية، على تطويره وإنتاجه، وهو مخصص للإعطاء عن طريق الحقن العضلي. يخضع اللقاح الآن للمرحلة الثالثة من التجارب السريرية. يعد اللقاح أحد لقاحات الرنا، وهو نوع جديد من اللقاحات، لم تحصل على موافقة من إدارة الغذاء والدواء الأمريكية حتى الآن، على الرغم من اختبار العديد منها لأمراض أخرى.
بتاريخ 1 مايو 2021 تم إعطاء اللقاح رخصة الاستخدام الطارئ من قبل منظمة الصحة العالمية.
هذا اللقاح هو لقاح رنا مكون من حمض نووي ريبوزي مرسال معدل بالنيوكليوزيد، والذي يرمّز بروتينًا شوكيًا (سبايك) لسارس كوف-2، وهو مغلف بجسيمات نانوية ليبيدية.
لقاح موديرنا لكوفيد-19 مرخص للاستخدام على مستوى 45 دولة بما في ذلك الولايات المتحدة وكندا والاتحاد الأوروبي والمملكة المتحدة وإسرائيل وسنغافورة.
في 15 مارس عام 2021، بدأ لقاح موديرنا لكوفيد-19 الثاني (mRNA-1283) المرحلة الأولى من التجارب السريرية.

## الفعالية
تبدأ فعالية اللقاح بالظهور بعد نحو أسبوعين من الجرعة الأولى. تتحقق الفعالية العظمى عندما يحصل تمنيع كامل، بعد أسبوعين من الجرعة الثانية، وقدرت بنسبة 94.1%: في نهاية دراسة اللقاح التي أدت إلى الحصول على تصريح طارئ في الولايات المتحدة، كانت هناك 11 حالة إصابة بفيروس كورونا ضمن مجموعة اللقاح (من أصل 15181 شخصًا) مقابل 185 حالة ضمن مجموعة الدواء الوهمي (من أصل 15170 شخصًا). بالإضافة إلى ذلك، لم تكن هناك حالة إصابة بفيروس كوفيد-19 الحاد في مجموعة اللقاح، مقابل 11 حالة في مجموعة الدواء الوهمي. وصفت هذه الفعالية بأنها «مذهلة» و«تاريخية إلى حد ما» بالنسبة للقاح فيروس الجهاز التنفسي، وهي مشابهة لفعالية لقاح فايزر-بيونتك لكوفيد-19.
كانت تقديرات الفعالية متشابهة عبر الفئات العمرية والجندرية والمجموعات العرقية والإثنية، والمشاركين الذين يعانون من مراضات طبية مشتركة مرتبطة بارتفاع مخاطر الإصابة بفيروس كوفيد -19 الحاد. دُرست حالات الأفراد الذين تبلغ أعمارهم 18 عامًا أو أكثر فقط. تجرى الدراسات الحالية لقياس الفعالية والسلامة لدى الأطفال الذين تتراوح أعمارهم بين 0-11 (كيدكوف) و12-17 (تينكوف).
خلصت دراسة أخرى أجرتها مراكز السيطرة على الأمراض والوقاية منها بين ديسمبر عام 2020 ومارس عام 2021، على نحو 4000 فرد من موظفي الرعاية الصحية والمستجيبين الأوائل وغيرهم من العاملين الأساسيين والعاملين في الخطوط الأمامية، لكن على أرض الواقع، بلغت فعالية لقاح الرنا المرسال للتمنيع الكامل (14 يومًا أو أكثر بعد الجرعة الثانية) 90% ضد عدوى سارس كوف-2، بغض النظر عن الأعراض، وبلغت فعالية التمنيع الجزئي (14 يومًا أو أكثر بعد الجرعة الأولى وقبل الجرعة الثانية) 80%.
مدة الحماية التي يوفرها اللقاح غير معروفة اعتبارًا من أبريل عام 2021، وتجرى دراسة متابعة لمدة عامين لتحديد ذلك.

## الأمان

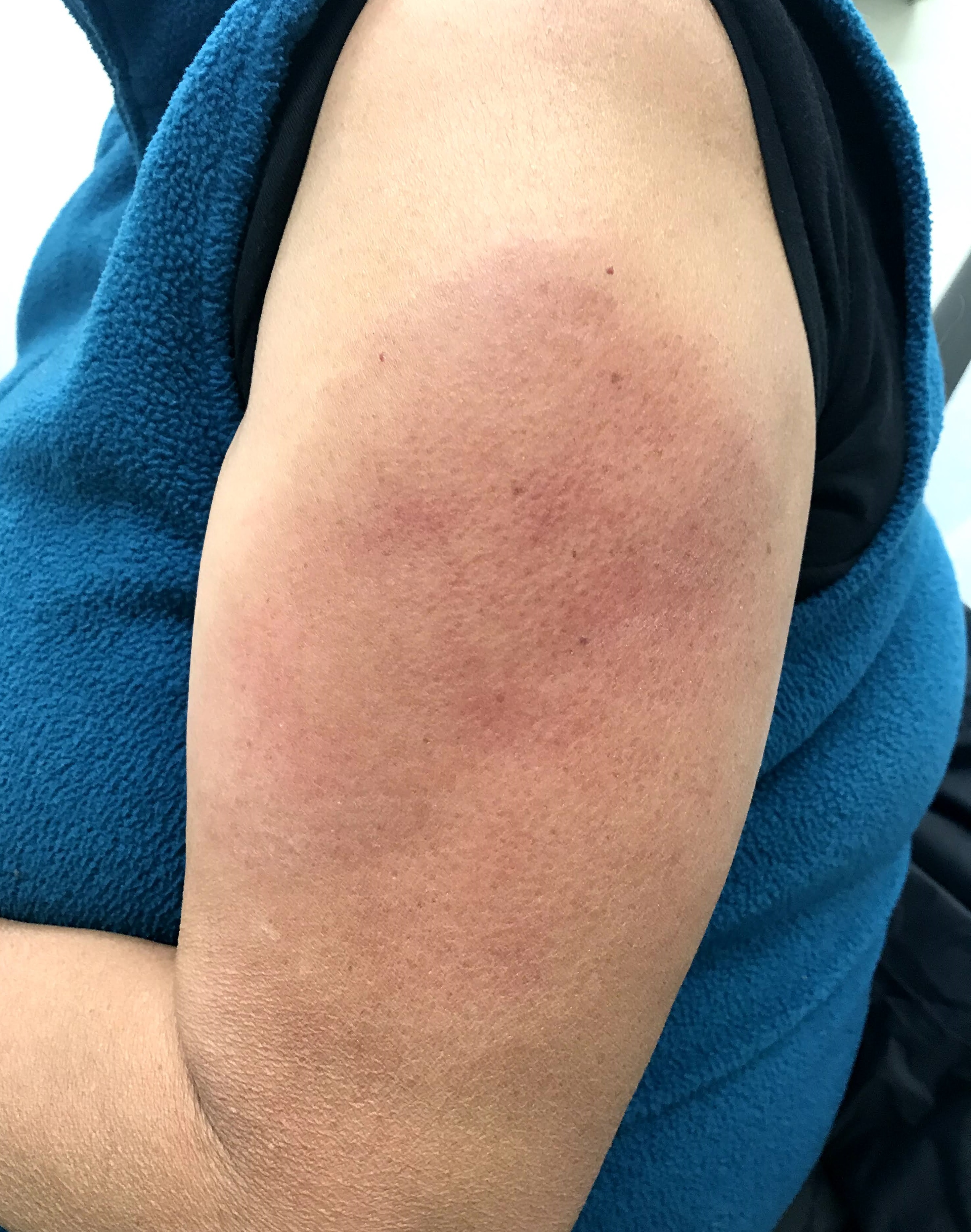
بعض أعراض لقاح موديرنا ضد فيروس كورونا بعد 7 أيام من تلقي الجرعة

صرحت منظمة الصحة العالمية أن «بيانات السلامة تشير إلى خصائص أمان إيجابية» وأن ملف الحدث الضائر للقاح «لم يشر إلى أي مخاوف محددة تتعلق بالسلامة». كانت الأحداث الضائرة الأكثر شيوعًا هي الألم في موقع الحقن والتعب والصداع وألم عضلي وألم مفصلي.
أبلغت المراكز الأمريكية للسيطرة على الأمراض والوقاية منها عن حدوث صدمة حساسية (رد فعل تحسسي شديد) في 2.5 حالة لكل مليون جرعة معطاة وأوصت بفترة مراقبة مدتها 15 دقيقة بعد الحقن. لوحظت ردود فعل جلدية متأخرة في مواقع الحقن تؤدي إلى احمرار يشبه الطفح الجلدي في حالات نادرة ولكنه لا يعتبر مضاد استطباب للتلقيح اللاحق.
تتوفر بيانات محدودة حول سلامة لقاح موديرنا لكوفيد-19 للحوامل. استبعدت الدراسة التمهيدية النساء الحوامل أو أوقفتهن عن أخذ اللقاح في حال إيجابية اختبار الحمل. لم تجد الدراسات التي أجريت على الحيوانات أي مخاوف تتعلق بالسلامة، وتُجرى تجارب سريرية لتقييم سلامة وفعالية لقاحات كوفيد-19 على الحوامل. لم تكشف الترصدات على أرض الواقع خلال تطبيق في-سيف عن أرقام غير اعتيادية من الأحداث الضائرة أو النتائج الهامة. بناءً على نتائج دراسة تمهيدية، توصي المراكز الأمريكية للسيطرة على الأمراض والوقاية منها بتلقيح الحوامل بلقاح كوفيد-19.

## التصميم والتمويل

### التصميم
في يناير عام 2020، أعلنت شركة موديرنا عن تطوير لقاح الرنا، اسمه الرمزي mRNA-1273، لتحريض المناعة ضد سارس كوف-2. تستخدم تقنية موديرنا مركب من حمض نووي ريبوزي مرسال معدل بالنيوكليوزيد (modRNA) واسمه الرمزي mRNA-1273. بمجرد دخول المركب ضمن خلية بشرية، يرتبط الرنا المرسال بالشبكة الإندوبلازمية للخلية. يرمّز mRNA-1273 لتحفيز الخلية على صنع بروتين معين باستخدام عملية التصنيع العادية للخلية. يعمل اللقاح على ترميز نسخة من بروتين شوكي مع تعديل يسمى 2P، إذ يحوي البروتين طفرتين مستقرتين تستبدل فيهما الأحماض الأمينية الأصلية بالبرولينات، والذي طوره باحثون في جامعة تكساس في أوستن ومركز بحوث اللقاحات في المعهد الوطني للحساسية والأمراض المعدية. [بمجرد طرد البروتين من الخلية، يكتشفه الجهاز المناعي وينتج أضداد فعالة ضده. يستخدم mRNA-1273 نظام توصيل الأدوية بالجسيمات النانوية الدهنية ببلمرة غليكول البولي إيثيلين.

### التمويل
تلقت شركة موديرنا 955 مليون دولار أمريكي من مكتب هيئة البحث والتطوير الطبي الحيوي المتقدم (باردا) التابعة لوزارة الصحة والخدمات الإنسانية الأمريكية. مولت باردا 100% من تكلفة ترخيص إدارة الغذاء والدواء للقاح.
قدمت حكومة الولايات المتحدة 2.5 مليار دولار أمريكي من التمويل الإجمالي للقاح موديرنا لكوفيد-19 (mRNA-1273).
قدم متبرعون من القطاع الخاص، بما في ذلك دوللي بارتون، مساهمة صغيرة في تطوير اللقاح.

## المكونات
يحتوي اللقاح على المكونات التالية:
- رنا المرسال المعدل بالنيوكليوزيد والذي يرمّز بروتين سارس كوف-2 السكري الشوكي الذي يثبت بشكله المصهور سابقًا؛
- ليبيدات:
  - SM-102،
  - بولي إيثيلين جلايكول [PEG] 2000-ديميريستويل غليسيرول [DMG]،
  - و2،1-ديستيارويل-إس إن-غليسيرو-3-فوسفوكولين [DSPC]؛
  - تروميثامين؛
- هيدروكلوريد التروميثامين؛
- حمض الخليك؛
- أسيتات الصوديوم؛
- والسكروز.

نشر تسلسل مفترض للقاح في منتدى لعلماء الفيروسات المحترفين، حصل عليه عن طريق تحديد التسلسل المباشر لمواد اللقاح المتبقية في الفيالات المستخدمة.

## التصنيع
تعتمد موديرنا بشكل كبير على منظمات التصنيع التعاقدي لتوسيع نطاق عملية تصنيع اللقاحات. تعاقدت شركة موديرنا مع مجموعة لونزا لتصنيع اللقاح في منشآت في بورتسموث، نيوهامشير في الولايات المتحدة، وفي فيسب في سويسرا، وهي تشتري السواغات الليبيدية اللازمة من شركة كوردن فارما. لإنجاز مهام تعبئة وتغليف الفيالات، أبرمت شركة موديرنا عقودًا مع شركة كاتالينت في الولايات المتحدة ومختبرات روفي الاسبانية للأدوية. في أبريل عام 2021، وسعت موديرنا اتفاقيتها مع كاتالينت لزيادة نتاج التصنيع. سيسمح التوسيع لشركة كاتالينت بتصنيع نحو 400 فيال في الدقيقة وملء 80 مليون فيال إضافي سنويًا. في وقت لاحق من ذلك الشهر، أعلنت موديرنا عن خططها لإنفاق مليارات الدولارات لتعزيز إنتاج لقاحاتها، ويحتمل أن تضاعف إنتاجها ثلاث مرات في عام 2022، زاعمةً أيضًا أنها ستنتج ما لا يقل عن 800 مليون جرعة في عام 2021. تعزى الزيادة في الإنتاج جزئياً إلى التحسينات التي أضفتها الشركة على طرق التصنيع.